# Дом Советов (Волгоград)
Дом Советов в Волгограде — неосуществлённый архитектурный проект, здание, предполагавшееся к строительству на Площади Павших борцов.

## История
Дом Советов планировался к постройке начиная с 1944 года и должен быть самым большим общественным зданием в городе и центром общественно-политической жизни региона. В нём должны были разместиться обком КПСС, облисполком, возможно, также и горком КПСС и горисполком. В начале 1945 года был объявлен Всесоюзный конкурс на лучший проект. Дом Советов предлагалось разместить на западной стороне площади, там, где сейчас находятся гостиница «Волгоград» и медицинский университет. Жюри отобрало три проекта: Г. П. Гольца, Н. Колли и В. Калинина и главного архитектора Сталинграда В. Н. Симбирцева. В последнем проекте здание было поставлено не там, где это предусматривало конкурсное задание, а на южной стороне площади, закрывая таким образом перспективу Волги от площади Павших борцов. Все проекты были отвергнуты, и был объявлен второй этап конкурса.
На второй этап конкурса были представлены проекты групп архитекторов под руководством Н. П. Былинкина (переработанный проект Г. П. Гольца), Л. М. Полякова и А. Б. Борецкого, И. В. Жолтовского. На этом этапе также не был определён победитель. А вскоре поменялось решение о расположении здания — теперь оно должно было находиться в северной (затрибунной) части площади. Новый проект был выполнен Л. Рудневым, В. Мунцем и Л. Сегалом и представлял собой одну из вариаций сталинских высоток. Для строительства здания были снесены полуразрушенные здания в 20-м квартале, однако в связи со смертью Сталина к строительству так и не приступили. На этом месте был разбит парк. В 1970-х годах архитекторы Ю. Коссович, В. Масляев, А. Лешуканов, А. Савченко, Г. Коваленко разработали новый проект Дома Советов, однако и он не был воплощён.
В 2013 году возник проект постройки в этом месте копии Александро-Невского собора, разрушенного в 1932 году. В 2016 году началась подготовка к строительству нового собора.